# Adriana Barbosa
Adriana Barbosa (São Paulo, 1978) é diretora executiva brasileira do espaço de economia colaborativa Preta Hub e fundadora do Festival Feira Preta, um dos maiores eventos culturais e de empreendedorismo da comunidade negra da América Latina.

## Biografia
Adriana Barbosa fundou a Feira Preta em 2002, com o propósito de exaltar a cultura e o empreendedorismo afro-brasileiro. Tendo crescido consideravelmente ao longo dos anos, a 22ª edição do evento, realizada em 2024, tornou-se num festival e a imprensa brasileira indica que é o único do seu porte, idealizado e realizado por uma mulher negra em solo brasileiro. Até a essa edição, o evento acontecia anualmente no mês de novembro, à margem do Mês da Consciência Negra, mas em 2024, a organização decidiu alterar o calendário da iniciativa para maio.
Entre os vários empregos na área de Comunicação, os primeiros passos foram dados na área de promoção da rádio Gazeta, passou pela na Jovem Pan e, depois, trabalhou em produção de TV na gravadora Trama, até ficar desempregada em 2002.
Em 2002, ela frequentava casas de música black na Vila Madalena e, junto com Deise, uma amiga que conheceu nestas baladas, começou a empreender em feiras de rua. Enquanto sua amiga vendia pastéis, ela gerenciava o Brechó da Troca, que consistia em araras de roupas e mesas onde os acessórios eram expostos. Em uma destas feiras, chamada Arraiá da Vila (Vila Madalena), ocorreu um arrastão criminoso, razão pela qual elas perderam muita mercadoria na qual haviam investido dinheiro. Quando voltavam para casa, a ideia de criar uma feira que refletisse a sua identidade e a riqueza da cultura negra surgiu. Foi assim que nasceu o conceito da Feira Preta.
Em 2013, trabalhou como como Coordenadora de Investimento Social na Fundação Via Varejo.
Entretanto,  em 2017, Adriana foi indicada como uma das 51 pessoas negras com menos de 40 anos mais influentes do mundo, pelo Most Influential People of African Descent (MIPAD), um projeto global que apoia a Década Internacional dos Povos de Ascendência Africana (proclamada pela resolução 68/237 da Assembleia Geral das Nações Unidas e a ser observada de 2015 a 2024. Nessa mesma edição, foram igualmente nomeadas os atores Taís Araújo e Lázaro Ramos. No anos seguintes, a empresária venceu vários outros prémios nacionais e internacionais ligados ao empreendedorismo e ativismo por questões raciais.
Em 2021, lançou o livro Preta potência: Como a resistência e a ancestralidade me ajudaram a criar o maior evento de cultura negra da América Latina, pela editora HarperCollins.
Ao longo de 21 anos, de Feira Preta, o evento acolheu mais de 250 mil pessoas, 7 mil artistas, 3 mil empreendedores do Brasil e de outros países da América Latina e movimentou mais de 51 milhões de reais.

## Vida pessoal

### Infância e juventude
Descendente de nigerianos, ganenses, togoleses, beninenses e indígenas, Adriana é um dos seis filhos de Ana Regina Barbosa e nasceu em São Paulo, no ano de 1978, em uma família matriarcal e de classe baixa.  Sua avó, Naidê Luiza, era empregada doméstica e sua bisavó, Maria Luiza, cozinhava salgados e marmitas para complementar a renda da família. Com elas, Adriana aprendeu, por volta dos seus doze anos, o que chamou de “sevirologia”, ou seja, trabalhar e empreender com o que for necessário para conseguir sobreviver.  Aprendeu também, informalmente, noções e estratégias de marketing ao ajudar sua bisavó, vendendo os quitutes e marmitex que ela cozinhava na vizinhança da Zona Sul de São Paulo.
Adriana, quando criança, fazia parte da única família negra no bairro em que morava na Saúde. Ao adentrar a juventude, o processo de autoidentificação como mulher preta foi doloroso. Por isso, no início dos anos 2000, passou a buscar locais nos quais se sentisse compreendida e em que pudesse aprender mais sobre sua própria cultura. Ela relatou que começou a se encontrar dentro do movimento através de diversas formas de entretenimento produzidas por negros, como filmes e músicas, e das reuniões da militância.

## Iniciativas

### 2002 - 1° Edição Feira Preta
Adriana e Deise idealizaram a Feira e começaram a buscar patrocínio para o evento. A Uniliver, na mesma época, lançou pela primeira vez um produto segmentado para o público negro, o sabonete Lux Pérola Negra. As duas amigas entraram em contato com a Unilever insistentemente até falarem com alguém que pudesse ajudá-las. Conseguiram, desta forma, um patrocínio de 3.500 reais.
A primeira edição da Feira (gratuita) aconteceu na Praça Benedito Calixto, 40 expositores e um público de 5 mil pessoas. A estratégia de comunicação para esse primeiro evento foi a distribuição de flyers e o marketing boca a boca.

### 2003 - 2° edição Feira Preta
Os moradores da região da Praça Benedito Calixto não aprovaram que o evento acontecesse ali e entregaram uma petição para a subprefeitura de Pinheiros, pedindo que houvesse uma mudança de local da Feira. Adriana tentou reagir a situação, mas não obteve sucesso e teve que procurar uma outra locação. Conseguiu, então, que a segunda edição do evento (gratuito) fosse realizada no estacionamento da Assembleia Legislativa de São Paulo. A comunicação das datas e da programação foi transmitida pela TV Cultura e por uma rádio de circulação no interior de São Paulo e a segunda edição acabou também sendo um sucesso, com público de 14 mil pessoas.

### 2004 - 3° edição Feira Preta
Por conta de uma chuva muito forte que afetou a última edição da feira, Adriana decidiu realizar o evento em um local coberto. O único que comportava o público esperado era a Academia Brasileira de Circo. Embora o número de pessoas pagantes que compareceram tenha sido 10.000, a equipe da Feira Preta saiu com uma dívida de 40.000 reais.Nesse momento de dificuldade, Adriana recebeu um convite da ONG Artemisia para participar de um processo de estudo e autoconhecimento, cujo ganhador receberia uma quantia de 40 mil reais.

### 2013 - 2017 - Erros e Acertos
Adriana engravidou em 2013, tornando-se mãe de uma menina. Neste período, a Feira já era autossustentável, mas Adriana não tinha lucros próprios e realizava trabalhos de freelancer para se sustentar. Como sua filha agora era a prioridade, ela começou a trabalhar como Coordenadora de Investimento Social na Fundação Via Varejo, um lugar estável, no qual ocupou um ótimo cargo de liderança.
No entanto, ela contou que não se sentia realizada, por isso pediu demissão em 2016 e focou na edição de 15 anos da Feira Preta.
A edição anterior do evento teve um público de apenas 5 mil pessoas. A 15° edição, então, teve uma taxa de participação ainda menor, de 4 mil pessoas, e o abandono de dois patrocinadores. As consequências dessa queda de público na vida de Adriana foram duras: dívida de 200 mil reais, quadro depressivo, insônia, mudança de casa para um local menor e a retirada de sua filha da escola. Esse contexto seguiu até junho de 2017, quando ela começou a se “reerguer”.
Ela passou a se conectar e conversar com diversas pessoas, escutando outros empreendedores. Em setembro do mesmo ano, ela foi reconhecida como um dos 51 negros com menos de 40 anos mais influentes do mundo pelo MIPAD. Porém, Adriana não tinha condições financeiras de viajar até Nova Iorque, onde aconteceu um jantar com todos os indicados e o ex-presidente Barack Obama. No entanto, Theo Van der Loo, CEO da Bayer, com quem Adriana já tinha contato, se ofereceu para pagar sua viagem e hospedagem.
Adriana relatou que, ao voltar de Nova Iorque, se sentiu revigorada. Começou, então, a redesenhar a Feira Preta com um time de cerca de 20 voluntários e com o apoio da prefeitura de São Paulo. Todo o esforço dedicado gerou frutos: a 16° edição, que aconteceu em 2017, reuniu mais de 25 mil pessoas, contando com participações de pessoas dos EUA e de Moçambique.

### PretaHub
O PretaHub é uma plataforma resultante de "atividades do Instituto Feira Preta no trabalho de mapeamento, capacitação técnica e criativa, aceleradora e incubadora do empreendedorismo negro no Brasil”. Foi criada em 2019, ganhando um espaço físico em 2020 chamado Casa PretaHub.
A Casa, localizada na região central da cidade de São Paulo, reúne salas de reunião, estúdios de gravação, livraria, galeria e outros serviços para ajudar gratuitamente empresas a criar e desenvolver produtos e serviços que valorizem a matriz africana.

### Afrolab
Um dos pontos que sempre aparecia na organização da Feira Preta era o diferente nível de conhecimento que os expositores tinham sobre empreendedorismo. Então, a equipe da Feira, liderada por Adriana, criou o Afrolab, um programa cujo objetivo é ensinar aos empreendedores noções de negócio para que possam se desenvolver e aproveitar o máximo possível de seu trabalho e de eventos como a Feira Preta.

#### AfroHub
O AfroHub, que também é uma das iniciativas da PretaHub, tem como objetivo mostrar para empreendedores negros como utilizar de forma estratégica a internet e as redes sociais para o crescimento de seu negócio.

#### Fundo Éditodos
O ÉdiTodos é um fundo social utilizado para investimentos em programas já existentes e que impactam positivamente a vida de famílias de baixa renda. O fundo reúne doze entidades, entre ONGs, aceleradoras e empresas sociais, e é consequência de trabalhos realizados pela Força Tarefa de Finanças Sociais. Essa força tarefa é liderada pelo Instituto de Cidadania Empresarial (ICE), uma organização que fomenta essas iniciativas. As doações realizadas ao fundo são gerenciadas pela SITAWI Finanças do Bem, uma organização social de interesse público (OSCIP) que busca desenvolver soluções financeiras de impacto social.

#### Conversando a gente se aprende
A iniciativa promove diálogos que sensibilizam e promovem a diversidade da cultura racial em ambientes de trabalho como instituições privadas, públicas e marcas em geral. O objetivo é conseguir fazer com que as organizações e seus colaboradores entendam como utilizar da autoliderança, da corresponsabilidade, do diálogo e de ações práticas para construir um ambiente de trabalho que entenda, respeite e apoie questões raciais. A iniciativa teve como parceira a Mandacaru Consultoria, produtora de eventos culturais e corporativos e realizou conversas em empresas como Google, Netflix, Facebook e Bloomberg.

#### Festival Pretas Potências
O Festival Pretas Potências nasceu para exaltar a força criativa e inovadora da comunidade negra. A primeira edição do evento aconteceu no dia 13 de maio de 2018, em referência a abolição da escravidão. Essa data vem sendo ressignificada pelos movimentos negros como o dia da abolição inconclusa, pela falta de medidas que ajudassem a integração social das pessoas que foram escravizadas.

## Prêmios e indicações
| Ano  | Prêmio |
| ---- | --- |
| 2017 | Nova Iorque - 51 negros com menos de 40 anos mais influentes do mundo (Most Influential People of African Descent, o MIPAD).                                                    |
| 2019 | Ganhadora do Troféu Grão do Empreendedor Social, realizado pelo jornal Folha de S. Paulo.                                                                                       |
| 2019 | Prêmio CLAUDIA, categoria Empreendedorismo e Negócios. |
| 2020 | Prêmio Sim à Igualdade Racial pelo Instituto Identidades do Brasil (ID_BR), que presta homenagem a instituições e personalidades que atuam pela equidade étnico-racial no país. |
| 2020 | Reconhecida como a primeira mulher negra entre os Inovadores Sociais do Mundo no Ano, pelo Fórum Econômico Mundial.                                                             |